# 锡斯河畔舒济
锡斯河畔舒济（法語：Chouzy-sur-Cisse，法語發音：[ʃuzi syʁ sis]）是法国卢瓦-谢尔省的一个旧市镇，位于该省西部，属于布卢瓦区。2017年1月1日，锡斯河畔舒济和相邻的另外两个市镇合并为新市镇锡斯河畔瓦卢瓦尔（Valloire-sur-Cisse），并成为政府驻地。

## 地理
锡斯河畔舒济（47°31'31"N, 1°14'50"E）面积22.43 平方千米，位于法国中央-卢瓦尔河谷大区卢瓦-谢尔省，该省份为法国中北部省份，北起厄尔-卢瓦省，东北接卢瓦雷省，东南接谢尔省，南至安德尔省，西南接安德尔-卢瓦尔省，西北接萨尔特省。
与锡斯河畔舒济接壤的市镇（或旧市镇、城区）包括：布卢瓦、伯夫龙河畔康代、沙耶、锡斯河畔尚邦、卢瓦尔河畔肖蒙、库朗日、翁赞。

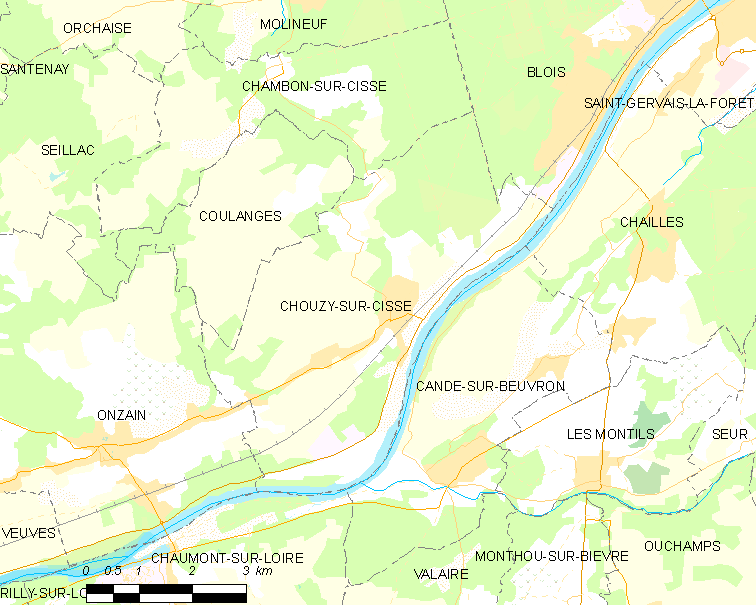
锡斯河畔舒济的OSM定位图

锡斯河畔舒济的时区为UTC+01:00、UTC+02:00（夏令时）。

## 行政
锡斯河畔舒济的邮政编码为41150，INSEE市镇编码为41055。

## 政治
锡斯河畔舒济所属的省级选区为卢瓦尔河畔沃赞县。

## 人口

1962-2008年间锡斯河畔舒济人口变化图示

锡斯河畔舒济于2018年1月1日时的人口数量为1998人。